# Richard Lakowski
Richard Lakowski (* 1938) ist ein deutscher Militärhistoriker.

## Leben
Lakowski studierte von 1960 bis 1965 Geschichte und Geographie an der Humboldt-Universität zu Berlin. Seit 1972 war er dort wissenschaftlicher Assistent bzw. Oberassistent, später wurde er Dozent am Militärgeschichtlichen Institut der DDR. Nach der Wende war er bis 1996 Mitarbeiter beim Militärgeschichtlichen Forschungsamt.

## Veröffentlichungen (Auswahl)
- U-Boote. Zur Geschichte einer Waffengattung der Seestreitkräfte. Berlin 1985.
- mit Gerhard Förster: 1945. Das Jahr der endgültigen Niederlage der faschistischen Wehrmacht. Berlin 1985.
- Zwischen Professionalismus und Nazismus: die Wehrmacht des Dritten Reiches vor dem Überfall auf die UdSSR. In: Bernd Wegner (Hrsg.): Zwei Wege nach Moskau – Vom Hitler-Stalin-Pakt bis zum »Unternehmen Barbarossa«, München/Zürich 1991.
- Seelow 1945. Die Entscheidungsschlacht an der Oder. Berlin 1994.
- Deutsche U-Boote geheim 1935–1945. 1997.
- Der Kessel von Halbe. 1998.
- Der Zusammenbruch der deutschen Verteidigung zwischen Ostsee und Karpaten. In: MGFA (Hrsg.): Das Deutsche Reich und der Zweite Weltkrieg. München 2008, Band 10/1.
- Die Lage der 9. deutschen Armee vor Beginn der Offensive der Roten Armee (16. April 1945). In: Roland G. Foerster (Hrsg.): Seelower Höhen 1945. Vorträge zur Militärgeschichte Band 17. Herausgegeben vom Militärgeschichtlichen Forschungsamt.
- Ostpreussen 1944/45. Krieg im Nordosten des Deutschen Reiches. Paderborn 2016.